# Distretto di Banda (India)
Banda è un distretto dell'India di 1 500 253 abitanti. Capoluogo del distretto è Banda.